# Арнолд I фон Рененберг
Арнолд I фон Рененберг (на немски: Arnold I von Rennenberg; † сл. 1262) е господар на замък Рененберг над Линц ам Райн в Рейнланд-Пфалц.

## Произход
Той е син на Конрад фон Рененберг († 1249) и внук на граф Хайнрих фон Хюкесваген († 1205). Брат е на Херман I фон Рененберг († сл. 1259), господар на замък Рененберг, Герхард фон Рененберг († 1270), Конрад фон Рененберг († сл. 1256), дякон на катедралата в Кьолн, Ото фон Рененберг, приор в Св. Андреас в Кьолн, и Гуда фон Рененберг, омъжена за Арнолд фон Хамерщайн, бургграф на Райнек († сл. 1288).
През 1217 г. Арнолд I фон Рененберг е споменат с баща му и братята му в документ за замък Рененберг на архиепископ Енгелберт I фон Кьолн († 1225).
Благородническата фамилия фон Рененберг измира през 1585 г.

## Фамилия
Арнолд I фон Рененберг се жени за Матилде и има пет деца:
- Херман II фон Рененберг „Млади“ († сл. 1297), има седем деца
- Маргарета фон Рененберг († сл. 1285), омъжена за Хайнрих фон Петерсхайм († 13 април 1296)
- Рорих фон Рененберг
- Хайнрих фон Рененберг
- Йохан фон Рененберг